# Steinreihe von Baltray

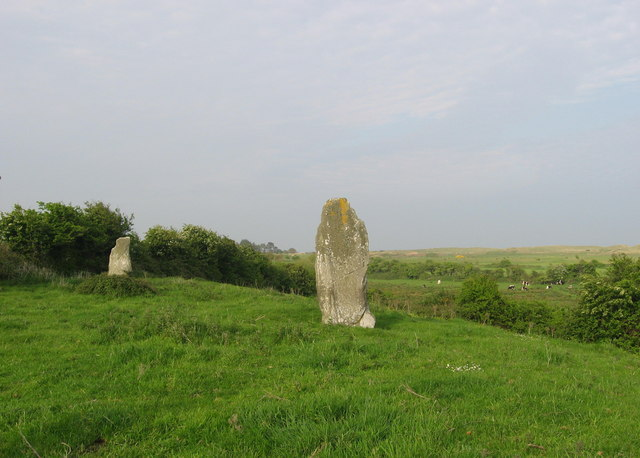
Steinreihe von Baltray

Die Steinreihe von Baltray (irisch Baile Trá) liegt nördlich des gleichnamigen Weilers und südlich von Termonfreckin nahe der Mündung des Boyne im County Louth in Irland.
Die Steinreihe am Rande der Boynesenke bestand ursprünglich aus drei Steinen. Die beiden im Abstand von etwa 9,0 m stehenden Steine sind große flache Platten. Der eine Stein ist 3,05 Meter hoch, 1,25 Meter breit und 33 Zentimeter dick. Der höher stehende, zweite Stein ist 2,07 Meter hoch, 1,05 Meter breit und 38 Zentimeter dick.
In der Nähe liegen die zum UNESCO-Weltkulturerbe zählenden Megalithanlagen im Boyne Valley und das Passage Tomb von Gormanston.